# نیلز پینگستن-ردیگ
نیلز پینگستن-ردیگ (انگلیسی: Nils Pfingsten-Reddig؛ زادهٔ ۲۳ مهٔ ۱۹۸۲) بازیکن فوتبال اهل آلمان است.
از باشگاه‌هایی که در آن بازی کرده‌است می‌توان به باشگاه فوتبال کیکرز اوفنباخ، اشپورت فقاند زیگن، باشگاه فوتبال قوت-وایس ارفورت، و باشگاه فوتبال هانوفر ۹۶ اشاره کرد.